# اینیاس کووالچک
اینیاس کووالچِک (لهستانی: Kowalczyk فرانسوی: Ignace‎; زاده ۲۹ دسامبر ۱۹۱۳ – درگذشت ۲۷ مارس ۱۹۹۶) بازیکن و مربی فوتبال اهل فرانسه بود.
از باشگاه‌هایی که در آن بازی کرده‌است می‌توان به باشگاه فوتبال لن،   باشگاه فوتبال والنسین، باشگاه فوتبال المپیک مارسی، باشگاه فوتبال استاد رنس و باشگاه فوتبال مس اشاره کرد.
وی همچنین در تیم ملی فوتبال فرانسه بازی کرده‌است.